# María Teresa Mora Iturralde
María Teresa Mora Iturralde (l'Havana, 15 d'octubre de 1902 - 3 d'octubre de 1980) va ser una mestra d'escacs cubana. Mora va rebre el títol de Mestra Internacional Femenina (WIM) el 1950.
Nascuda a l'Havana, és l'única persona que va rebre lliçons directes de José Raúl Capablanca. Mora va ser la primera dona a guanyar el Campionat de Cuba d'escacs (l'any 1922).
Va participar dues vegades en el cicle pel Campionat del món d'escacs femení: va empatar al setè/vuitè lloc a Buenos Aires 1939 (la guanyadora fou Vera Menchik), i als llocs 10è-11è a Moscou 1949/50 (la campiona fou Liudmila Rudenko).

## Biografia
María Teresa era considerada una nena prodigi en diversos àmbits. Els escacs van ser un d'ells. Des de ben petita va jugar als escacs contra el seu pare, a qui era normal que guanyés. Això la va portar a ser alumna de Rafael de Pazos, que va ser durant diversos anys president del Club d'Escacs de l'Havana, i més tard José Raúl Capablanca, admirat per la seva manera de jugar, va decidir acceptar-la com a deixeble, sent l'única persona que li va atorgar un honor tan alt. Als 11 anys va participar i guanyar en el seu primer torneig, a l'Havana Chess Club, sent la seva primera gesta en aquest esport.
L'any 1922 va conquerir el títol nacional cubà guanyant el torneig de la Copa Dewars, un esdeveniment que va ser considerat el campionat nacional i amb ella sent l'única dona del torneig. El 1938 va obtenir el títol nacional femení, que va mantenir durant 22 anys, fins al 1960, retirant-se invicta. Va participar representant Cuba en dos campionats mundials d'escacs femenins, el 1939 a Buenos Aires, amb Vera Menchik com a guanyadora, i la 1949/50 a Moscou, amb Lyudmila Rudenko com a guanyadora. L'any 1950 va rebre el títol de Mestra Internacional Femenina de mans de Folke Rogard, president de la Federació Internacional d'Escacs, i es va convertir en la primera dona llatinoamericana a aconseguir-ho.